# Дамир Шолман
Дамир Шолман (Загреб, 7. септембар 1948 — 2. мај 2023) био је југословенски и хрватски кошаркаш.
Каријеру је почео у загребачкој Младости а наставио у екипи Југопластике где је провео највећи део каријере и забележио највеће успехе. Играо је и две сезоне у Италији за Виђевано.
Шолман је било најбоље крило Југопластике и најбољи стрелац свих времена сплитских жутих. У првенствима Југославије је постигао 6.156 кошева и налази се на 1. месту вечне листе стрелаца у Југопластици, за коју је одиграо 348 утакмица.
Са репрезентацијом Југославије освојио је сребрне медаље на Олимпијским играма 1968. и 1976. На Светским првенствима је освојио златну медаљу на Светском првенству 1970. и сребрну на Светском првенству 1974. На Европским првенствима је освојио две златне медаље 1973. и 1975. и сребрну медаљу 1969.